# کنخسل
کنخسل (به هلندی: Knegsel) یک منطقهٔ مسکونی در هلند است که در ایرسل واقع شده‌است. کنخسل ۱٫۳۴۱ نفر جمعیت دارد.